# 허란현

허란현(한국어: 하란현, 중국어: 贺兰县, 병음: Hèlán Xiàn)은 중화인민공화국 닝샤 후이족 자치구 인촨 시의 현급 행정구역이다. 넓이는 1,532km2이고, 인구는 2007년 기준으로 190,000명이다.
허란 현은 최근에 산업이 발전하였으며 인촨 시 북쪽 교외의 새로이 개발된 공업 지역으로 도시 중심부에서 8km 떨어져있다. 이 지역은 국도와 고속도로를 통해 접근이 가능하다. 공업 지역은 현의 주민들을 위한 일자리를 제공하고 농업 개발을 촉진한다. 현청 소재지는 시강 진(习岗镇)이다.

## 지리
황하가 허란 현을 남동쪽에서 북동쪽으로 통과하며 흐른다. 강이 현을 통과하는 총 길이는 21.25km이다. 강의 수질이 우수하여 현의 관개에 사용된다. 현의 서부에는 허란산맥이 위치해있다.

## 기후
허란 현은 대륙성 기후 지역에 속한다. 겨울은 길고 춥고 여름은 꽤 습하다. 봄과 가을은 상대적으로 짧다. 연평균 기온은 8.5°C이다. 여름의 평균기온은 22 °C이고 최고 36.7 °C를 기록한 바 있다. 겨울의 평균기온은 -8 °C이고 최저 -27.7 °C를 기록한 바 있다. 일교차가 심하여 평균 10 °C 정도 차이가 난다. 현의 복잡한 지형 때문에 지역의 기후 또한 꽤 다양하다. 특히 허란산맥의 겨울은 매년 10달 이상 지속된다. 허란 현은 상대적으로 강수량이 적어 연 198.2mm 정도이다. 일조시간은 길어서 1년의 66%를 차지한다. 무상일수는 155일이다.
| Helan (1981−2010)의 기후                       | Helan (1981−2010)의 기후 | Helan (1981−2010)의 기후 | Helan (1981−2010)의 기후 | Helan (1981−2010)의 기후 | Helan (1981−2010)의 기후 | Helan (1981−2010)의 기후 | Helan (1981−2010)의 기후 | Helan (1981−2010)의 기후 | Helan (1981−2010)의 기후 | Helan (1981−2010)의 기후 | Helan (1981−2010)의 기후 | Helan (1981−2010)의 기후 | Helan (1981−2010)의 기후 |
| 월                                             | 1월                      | 2월                      | 3월                      | 4월                      | 5월                      | 6월                      | 7월                      | 8월                      | 9월                      | 10월                     | 11월                     | 12월                     | 연간                     |
| ---------------------------------------------- | ------------------------ | ------------------------ | ------------------------ | ------------------------ | ------------------------ | ------------------------ | ------------------------ | ------------------------ | ------------------------ | ------------------------ | ------------------------ | ------------------------ | ------------------------ |
| 역대 최고 기온 °C (°F)                         | 11.8 (53.2)              | 19.6 (67.3)              | 27.0 (80.6)              | 35.4 (95.7)              | 36.7 (98.1)              | 38.0 (100.4)             | 38.5 (101.3)             | 36.3 (97.3)              | 35.6 (96.1)              | 28.1 (82.6)              | 24.2 (75.6)              | 14.2 (57.6)              | 38.5 (101.3)             |
| 일평균 최고 기온 °C (°F)                       | −0.4 (31.3)              | 4.4 (39.9)               | 11.2 (52.2)              | 19.3 (66.7)              | 24.8 (76.6)              | 28.6 (83.5)              | 30.3 (86.5)              | 28.4 (83.1)              | 23.7 (74.7)              | 17.3 (63.1)              | 7.9 (46.2)               | 0.8 (33.4)               | 16.4 (61.4)              |
| 일일 평균 기온 °C (°F)                         | −7.4 (18.7)              | −3.0 (26.6)              | 3.8 (38.8)               | 11.8 (53.2)              | 17.8 (64.0)              | 22.1 (71.8)              | 24.1 (75.4)              | 22.0 (71.6)              | 16.7 (62.1)              | 9.6 (49.3)               | 1.4 (34.5)               | −5.5 (22.1)              | 9.5 (49.0)               |
| 일평균 최저 기온 °C (°F)                       | −12.9 (8.8)              | −8.9 (16.0)              | −2.2 (28.0)              | 4.8 (40.6)               | 11.0 (51.8)              | 15.6 (60.1)              | 18.2 (64.8)              | 16.5 (61.7)              | 11.1 (52.0)              | 3.8 (38.8)               | −3.3 (26.1)              | −10.2 (13.6)             | 3.6 (38.5)               |
| 역대 최저 기온 °C (°F)                         | −24.4 (−11.9)            | −24.9 (−12.8)            | −16.2 (2.8)              | −7.3 (18.9)              | −1.7 (28.9)              | 6.4 (43.5)               | 10.6 (51.1)              | 7.7 (45.9)               | 0.0 (32.0)               | −10.3 (13.5)             | −16.5 (2.3)              | −24.4 (−11.9)            | −24.9 (−12.8)            |
| 평균 강수량 mm (인치)                          | 1.3 (0.05)               | 2.1 (0.08)               | 5.8 (0.23)               | 9.3 (0.37)               | 20.0 (0.79)              | 20.8 (0.82)              | 36.0 (1.42)              | 39.8 (1.57)              | 26.2 (1.03)              | 10.2 (0.40)              | 2.6 (0.10)               | 0.9 (0.04)               | 175 (6.9)                |
| 평균 상대 습도 (%)                             | 55                       | 48                       | 45                       | 39                       | 45                       | 53                       | 60                       | 66                       | 65                       | 60                       | 62                       | 60                       | 55                       |
| 출처: China Meteorological Data Service Center |                          |                          |                          |                          |                          |                          |                          |                          |                          |                          |                          |                          |                          |

## 경제
황하의 충적 평원에 위치하여 산업의 중요 부분은 농업이다. 임업은 허란산맥의 중요한 산업이다.

## 행정 구역
4개 진, 1개 향을 관할한다.
- 진: 习岗镇, 金贵镇, 立岗镇, 洪广镇.
- 향: 常信乡.